# ديرويز

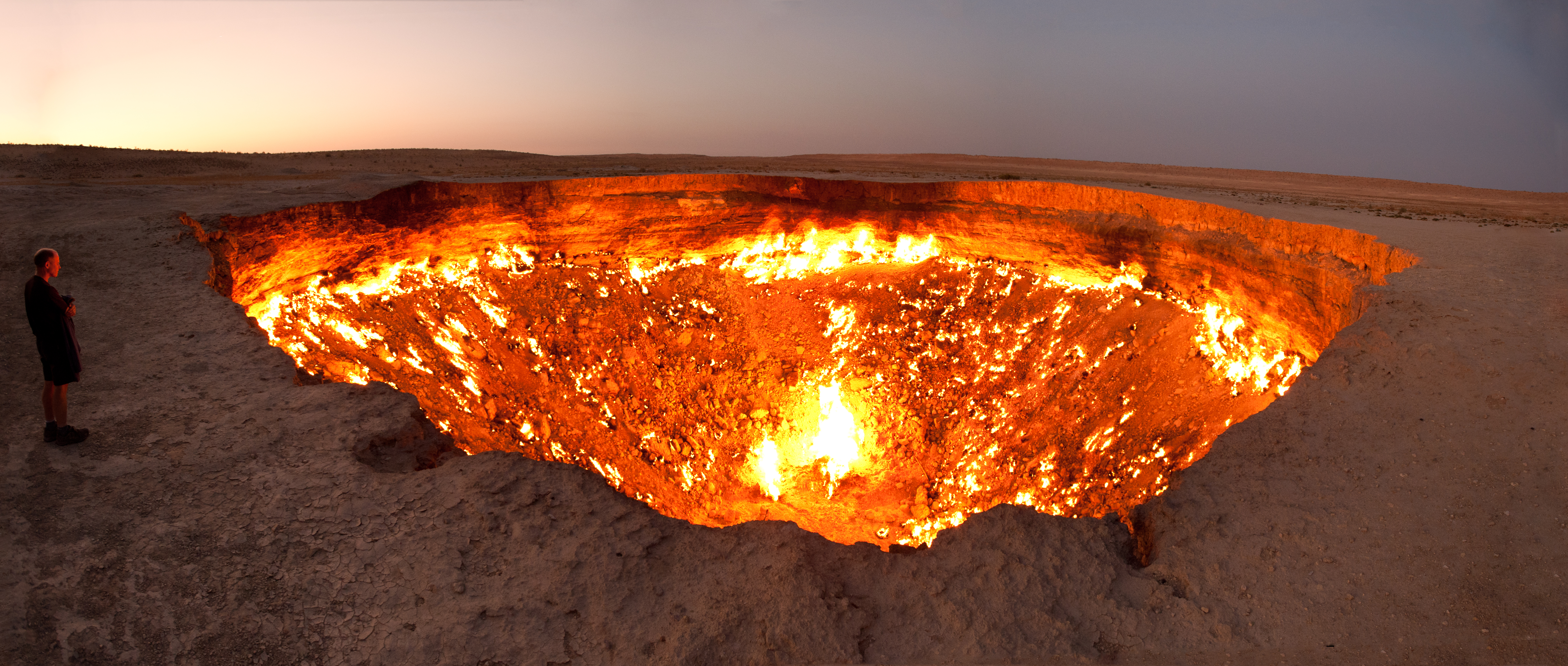
حفرة باب جهنم في مدينة ديرويز المستعر بالنيران بدون توقف منذ عام 1971.

ديرويز، قرية تبعد 250 كم عن العاصمة التركمنستانية عشق آباد.
تشتهر بتواجد باب جهنم فيها، وهي تسمية تطلق على حفرة مستعر بالنيران بدون توقف منذ عام 1971، يمكن رؤيتها من على مسافة بضعة كيلومترات.
في قرية ديرويز التي تبعد 250 كم من العاصمة عشق آباد في دولة تركمانستان في عام 1971 أكتشفت شركة للتنقيب عن الغاز موقع يتوفر فيه الغاز بكميات هائلة وبدأ الحفر في الموقع ولكن حدث انهيار أدى لخسف في الأرض تسبب في حفرة ضخمة يصل قطرها ل 70 متر وسقطت معدات الحفر وخرج الغاز من الحفرة فقرر المسئولين في الشركة أشعال النار في الحفرة على أمل ان يتم السيطرة على الغاز وأن يتم أطفاء الأشتعال بعد مرور يومين أوثلاثة أيام على الأكثر لكن توقعاتهم خابت وظلت النيران مشتعلة لأكثر من 40 عام وأطلقوا عليها أسم حفرة الجحيم أو «بوابة جهنم في الأرض» ويسميها أهل القرية بـ Derweze أي الباب إلى الجحيم وأصبحت مزار سياحى
ويمكن رؤية النيران المشتعلة من عدة كيلو مترات، كما يمكن للمسافرين مشاهدتها من الجو ولم يهدأ سعير النار أبدا رغم محاولات أطفائها بكل الطرق